# منطقه دشتی
دشتی یا منطقهٔ دشتی سرزمینی تاریخی فرهنگی، قدیمی و وسیع در میانه استان بوشهر که عملاً شهرستانهای دشتی و دیر  و شهرستان جم چه بسا فراتر از آن را در بر می‌گیرد. دشتی منطقه‌ای فرهنگی زبانی که مهم‌ترین هویت آن گویش دشتی و هسته سرزمینی آن ناحیه مندستان (امروزه بخش کاکی و بخش بردخون) می‌باشد. در مرتبه بعد اشتراکات فرهنگی را شامل می‌شود.

## موقعیت تاریخی
سرزمین دشتی از زمان ساسانیان و در دوره اسلامی جزئی از ایالت فارس بوده از توابع ولایت یا کوره اردشیر بوده است. در دوره زندیه به این نام در منابع بچشم می‌خورد و در عهد قاجار ناحیه ای از گرمسیرات فارس به مرکزیت کاکی بوده و خود شامل ۵ بلوک یا ناحیه بوده است. از شرق به بلوک گله دار، از شمال به بلوک فراشبند و کازرون و خشت و از مغرب و جنوب به دشتستان و خلیج فارس منتهی می‌شده است. درازی آن از ناحیه بردستان تا تنگ ارم ناحیه بلوک ۳۶ فرسنگ و پهنای آن از سه گاه طسوج تا کلات ناحیه ماندستان ۱۸ فرسنگ می‌باشد. بلوکهای پنجگانه آن: بردستان (شرق کاکی قصبه آن بردستان و بندر دیر بوده است در جنوب بلوک سنا منتهی به خلیج فارس)، بلوک (منطقه کوهستانی در شمال بلوک طسوج منتهی به فراشبند، کازرون، خشت و دشتستان)، سنا (در شمال بلوک مندستان و جنوب بلوک طسوج)، طسوج (منطقه کوهستانی قصبه آن تنگ باغ بوده در جنوب ناحیه بلوک و شمال سنا منتهی به فراشبند) و مندستان (ناحیه مرکزی دشتی در غرب بلوک سنا منتهی به دشتستان و خلیج فارس)) بوده است.
ناحیهٔ ماندستان که به نوشتهٔ فسایی، شالوده و بنیان بلوک دشتی بوده، در دورهٔ قاجار، یکی از نواحی پنج‌گانهٔ آن بلوک به‌شمار می‌رفته است.
در جریان جنگ جهانی اول (۱۹۱۴–۱۹۱۸) اهالی دشتی سهم عمده‌ای در مبارزات علیه انگلیس داشتند. در دورة پهلوی دوم سواحل خلیج‌فارس را از جنوبِ ناحیة تنگستان تا نزدیک بندر کنگان، شامل دهستانهای لاور، کبکان، بردخون و دیّر، سواحل دشتی گفته می‌شد، علاوه بر خرما در این ناحیه کشت برنج نیز رواج داشت.
از قدیم محل مراوده آشوریان بابل سومر و اکد و رفت وآمد فینیقیان و تدمیریان بوده در دوره عیلامیان و هخامنشی و سلوکی و اشکانی و ساسانی از مناطق آباد بوده است؛ و آثاری از این دوره ساسانی بجا مانده است. نپارخوس فرمانده اسکندر از این منطقه عبور کرده است؛ و در دوره ساسانی بتانه بندر آباد دشتی بوده است. سال ۱۸ یا ۱۹ قمری همراه با جنوب ایران با فرماندهی عثمان بن ابی العاص بدست مسلمانان افتاد.
در حدود سال ۶۰۰ قمری فردی به نام فارس بن شهوان الضیغمی الشمری همراه قبیله اش از نجد عربستان و از طریق خور العدید در جنوب قطر به سیراف هجرت کرده و پس از مدتی و با اجازه اتابکان فارس توانست همراه قبیله اش به نواحی دشتی کوچ کند. نوادگان او توانستند مقام ضابطگی و فرمانروایی بلوکات دشتی به دست آورند و تا امروز غالب جمعیت منطقه دشتی را همین قبیله تشکیل می‌دهند. بعد از هجرت این قبیله قبایل دیگری نیز به این منطقه کوچ کردند که غالب آنها قبایل عرب تبار می‌باشند.

## ناحیه سرزمینی
منطقه دشتی یا دشتی شامل: شهرستان‌های دشتی، دیر و جم شهرستان کنگان  و حدودی شهرستان تنگستان در استان بوشهر بوده است؛ که از جمله مناطق با سابقه تاریخی، قومی و فرهنگی ایران زمین است. این منطقه یکی از بلوکات فارس بوده و دارای فرهنگ و گویشی ماندگار است که امروزه این منطقه فرهنگی شهرستان دشتی، و شهرستان دیر شهرستان جم را در بر می‌گیرد و تا حدودی در شهرستانهای تنگستان و کنگان نیز شواهد فرهنگی و گویشی دارد. بسیاری از اهالی دشتی به کشورهای عربی حاشیه خلیج فارس مثل کویت و قطر و شهرهایی چون بوشهر، گناوه و برازجان مهاجرت کرده‌اند و شواهد فرهنگی و گویشی آن در این‌جاها نمایان است. هسته فرهنگی و اقلیمی منطقه دشتی سرزمین مندستان است که سرزمین دو طرف رودخانه مند در دو شهرستان دیر و دشتی است.
این ناحیه دارای شش منطقه کوهستانی می‌باشد شامل:
1. کوه نمک در مجاورت شهر کاکی
2. کوه بیرمی در مجاورت شهر خورموج
3. کوه خارتنگ در مجاورت بخش شنبه و طسوج
4. کوه خاکی در مجاورت روستای حسین
5. کوه درنگ یا امیر دیوان در مجاورت شهر بردخون
6. کوه مند دشتی با وسعت حدود ۹۰ هزار هکتار، بزرگ‌ترین رشته کوه استان بوشهر است. کوه مند همچون شبه جزیره در یک سمت آن دریا و در سمت دیگر آن بدون متصل بودن به هیچ کوهی، دشتِ دشتی قرار دارد که از این رو در ایران منحصر به فرد می‌باشد.

## طبیعت
رودخانه‌های دائمی مند، دشت پلنگ و رودخانه شیرین باغان نیز از رودهای دایمی در شهرستان دشتی هستند.
مهم‌ترین محصولات زارعی گندم آبی، گوجه فرنگی، جالیز، کنجد، پیاز، سیب زمینی، گندم دیم، سبزیجات، مرکبات، نخیلات (دیم و آبی) و کنار پیوندی می‌باشد.

## مردمشناسی
منطقه دشتی همواره مرکز علم و ادب و فرهنگ بوده است. وجود مراکز و حوزه‌های متعدد علمیه، دارالعلم‌ها، مساجد و مکتب خانه‌ها از قدیم الایام در نقاط مختلف دشتی از خورموج تا بردخون، از درازی تا گنخک، از شنبه تا بردستان، از میانخره تا کاکی و… دلیلی بر این مدعاست. به سبب همین تاریخ بی بدیل و وجود ده‌ها عالم و شاعر و نویسنده و محقق و استاد و روحانی و مبارز و شهید این منطقه بوده که منطقه دشتی (و شهرستان دشتی) به عنوان «نگین فرهنگی جنوب» معرفی شده است.
مردم دشتی از قدیم به داشتن ادب و مهمان نوازی و سلحشوری و آزادگی شهره بوده و هستند. مردم این منطقه در امر آموزش و تحصیل و امور ادبی و فرهنگی و مذهبی همواره سرآمد و پیشتاز بوده‌اند، به گونه ای که اولین مورخ، شاعر (چه در زمینه کلاسیک و چه در زمینه شعر محلی)، روزنامه‌نگاری، ادبیات داستانی، تبلیغ دین و عرصه شهادت و ایثار و انقلاب در استان بوشهر از این دیار برخواسته اند.
عمده طوایف مردم دشتی شامل: عمرانی (در شهرستان دیر) - بحرانی (اصالتا از بحرین) - فقها (اصالتا از لارستان و ساکن میانه دشتی) - حاجیانی (از نسل فارس ابن شعبان می‌باشند که در زمان اتابک تکله از سلسله اتابکان فارس از شبه جزیره عربستان مهاجرت کرده و در مغدان ریگ (مهدو) ساکن شدند - خوانین دشتی از این نسلند) - شیخیانی (نیز از عربستان مهاجر شدند) - ساربانان - خواجه (مهاجر از بهبهان در یک سده پیش) - لرها - میرزاها (اندکند) - ملاها (مکتبداران موروثی) - روسا (نمایندگان خوانین) - سیدها (سادات اکثراً از نسل زید بن علی) - صالح احمدی (خوانین قدیم دشتی) - طوایف کوچکتر شامل لرها و غیر لرها: دباشی‌ها و دهدارها و کبگانیها و خنسیرها و محلی‌ها و قائدها و شیخیانی‌ها و شیخ‌ها و تنگسیرها و عمروها
حاجیانی و شیخانی‌ها دو طایفه بزرگ دشتی بودند که از عربستان به دشتی آمدند. شیخیانی‌ها در ناحیه ای در شمال رود مند اقامت گزیدند و حاجیانی‌ها در جنوب رود مند ساکن شدند.
بی شک ساکنان کنونی شهرستان دشتی مانند دیگر ساکنان شهرستان‌های دشتستان، گناوه، دیلم و تنگستان دارای نژاد و تبار آریایی بوده و در سده‌های ششم تا هشتم هجری از بخش‌های لُر نشین ایران (لرستان، فارس، کهگیلویه و بویراحمد) به این منطقه کوچ کرده و هیچ سامی نژاد عرب تبار شاخصی میان آنان یافت نمی‌شود. در این منطقه طوایف و اقوام مختلفی زندگی می‌کردند، که شامل حاجیاتی‌ها، سادات، شیوخ بحرینی، شیخیانی‌ها، کولی‌ها، نو دین‌ها، جَت‌ها، دلاک‌ها، ترک‌ها و عرب‌ها بوده‌اند.

### گویش مردم منطقه دشتی
گویش مردم منطقه دشتی گویش دشتی و ترکی قشقایی است.
گویش دشتی ریشه در زبان باستان ایران و زبان پهلوی ساسانی دارد و برگرفته از زبان پارسی قدیم است. گویش دشتی خود متفرعات زبان پهلوی جنوب غربی است، چنان‌که به نوشته اُرنسکی: «لهجه‌های لری و بختیاری از آن قبایل جنوب غربی ایران است به‌طور کلی به گروهی از لهجه‌های ایران مربوط است که لهجه‌های جنوب غربی فارس نیز جزء آن می‌باشند.» همچنین در کتاب فرهنگ واژه‌های محلی بوشهر این چنین ذکر شده است که: «در ناحیهٔ دشتی و بخش‌هایی از تنگستان زبان و گویش آمیخته‌ای از پهلوی جنوبی است.» برخی نیز گویش دشتی را همراه گویش‌های بردستانی، گویش تنگستانی، گویش کازرونی و گویش اچمی گویشی از فارسی یا با بن مایه لری می‌دانند. به‌طور کلی گویش دشتی شباهات‌هایی با گویش‌های اردکانی، کوهمره ای، گورکانی، زبان گرمسیری و اچمی به ویژه گویش بستکی، زبان لری به ویژه جنوبی و گویش دیلی و بهبهانی دارد. همچین به دلیل همجواری شباهت‌های زیادی بین گویش‌های دشتستانی، تنگسیری، بوشهری و گویش‌های شمال استان که خود گویشی از زبان لری جنوبی می‌باشند وجود دارد.
یکی از نشانه‌های اصالت گویش دشتی (منطقه دشتی) این است که هنوز واژه و لغاتی از زبان پهلوی ساسانی در آن وجود دارد چنان‌که در بعضی از روستاه‌های دشتی که کمتر تحت تأثیر زبان عربی و سایر زبان‌های بیگانه قرار گرفته‌اند برخی از کلمات و واژه‌های زبان پهلوی محفوظ مانده است. به‌طور مثال لغت کٌهنه «Kohne» را کوهنه «Kwahne» تلفظ می‌کنند که در زبان پارسی باستان کوهنک «Kwahnak» بوده تنها تغییری که بر این لغت عارض شده تبدیل حرف «کاف» در آخر کلمه به «ها» غیر ملفوظ است یا لغت خوش از خوَش «Xwas» و خورد از خوَرد «Xward» تلفظ می‌کنند هم چنین واژگان «شتر» اشتر «Ostor» اِشتُو «Estow» «شتاب» و… همگی بازمانده زبان پهلوی جنوبی یعنی زبان رایج روزگار ساسانی است.

### شخصیت‌های منطقه دشتی
علم و فرهنگ در منطقه دشتی پیشینه‌ای طولانی دارد و بدین سبب باید به سخن رئیس‌جمهور سابق ایران سید محمد خاتمی اشاره کرد که دشتی (منطقه دشتی) را نگین فرهنگی جنوب نامیدند. علت این مسئله را می‌توان در وجود مشاهیر و بزرگانی دانست که این منطقه تاریخی در طول تاریخ خود که بسیاری آن را با پیش از اسلام مرتبط می‌دانند به جامعهٔ ایران ارائه داده است.
وجود مدارس کهن در این منطقه قدمتی نزدیک به یک و نیم قرن پیش دارد.

#### عالمان
- شیخ عبدالنبی بحرانی دشتی (متوفی ۱۳۳۵ق)، عالم مجتهد و مؤسس مدارس علوم دینی در بردخون و بلاد دشتی
- شیخ محمد آل‌شیث بحرانی کردوانی (متوفی ۱۳۰۰ق)
- شیخ حسین بن شیخ محمد بحرانی
- شیخ ابوالقاسم کردوانی دشتی
- میرزا محمد دشتی
- میرزاباقر گزدرازی دشتی
- میرزا جواد نمازی دشتی
- سید علینقی دشتی (متوفی ۱۳۱۸)، عالم مجتهد
- آقا حسین پورفاطمی (متوفی ؟)، عالم مجتهد
- سید محمدامین پورفاطمی (متوفی ؟)، از سادات مورد احترام
- سید موسی ابطحی (متوفی ؟)، مجتهد
- شیخ حسن امامی‌حجتی کردوانی (متوفی ؟)، مجتهد
- میرزا احمد دشتی نجفی (متوفی ۱۳۹۰)، عالم مجتهد مشهور
- شیخ عباس حاجیانی دشتی (متوفی ۱۴۰۱)، مجتهد
- شیخ عباس محمودی (متوفی ؟)، مجتهد
- شیخ محمد محمودی (متوفی ؟)، مجتهد
- شیخ محمد امامی‌حجتی (زاده ؟)، روحانی متنفذ
- میرزا ابراهیم دشتی (منهاج) (زاده ؟)، مجتهد
- سید مصطفی حسینی دشتی (زاده ۱۳۱۳)، مجتهد و مؤلف
- عبدالنبی نمازی (زاده ۱۳۲۴)، مجتهد
- سید هاشم حسینی بوشهری (زاده ۱۳۳۵)، مجتهد
- سید احمد رکنی حسینی بردخونی، مجتهد ساکن قم

سید غلامحسین سجادی دشتی، ملاحسن گنخکی، شیخ علی مجتهد دشتی، میرزا علی شریف دشتی، شیخ علی عاشوری، شهید شیخ محمدحسن ابراهیمی، شیخ جبار عاشوری،

#### نویسندگان
- میرزا محمدجعفر حقایق‌نگار خورموجی (متوفی ۱۳۰۱ق)، تاریخ‌نگار (کسی که مرگ امیر کبیر را فاش کرد)
- علی دشتی (متوفی ۱۳۶۰)، نویسنده و سیاستمدار
- غلامرضا دادبه (متوفی ۱۳۸۰)، نویسنده و موسیقیدان
- سید محمدحسن نبوی (متوفی ۱۳۸۱)، روحانی نویسنده
- سید کوچک هاشمی‌زاده، (درگذشتهٔ ۱۴۰۳)
- محمدرضا صفدری (زاده ۱۳۳۲)

#### شاعران
- زایر محمدعلی فایز کردوانی دشتی (متوفی ۱۲۸۹)، مشهورترین دوبیتی سرای ایرانی پس از باباطاهر
- مفتون بردخونی دشتی (متوفی ۱۳۴۱)، از مشهورترین دوبیتی سرایان جنوب
- محمدخان دشتی (متوفی ۱۲۹۸ق)، شاعر و دوبیتی سرا
- مدام دیری (متوفی حدود ۱۳۳۰ق)، شاعر
- ملاحسن کبگانی (متوفی ۱۳۰۹ق)، شاعر و دوبیتی سرا
- شفیق شهریاری (متوفی ۱۳۵۲)، دوبیتی سرا
- عابدین دشتی (باکی) (متوفی ؟)، دوبیتی سرا[۶]
- احمدخان دشتی (متوفی ؟)، دوبیتی سرا
- سید علینقی دشتی (شریعت) (متوفی ۱۳۱۸)، عالم شاعر و دوبیتی سرا
- میرزا عباس دیری (متوفی ۱۳۴۵)، شاعر و دوبیتی سرا
- ملامحمد نادم (نادم) (متوفی ؟)،
- رئیس عبدالرضا کردوانی (محزون دشتی)
- افراسیاب تورانی کردوانی
- مهیای بردخونی (متوفی ؟)،
- احمد فقیه (متوفی ؟)
- ابوالقاسم زیرودی (فیض) (متوفی ؟)،
- ابراهیم مزارعی (صدیق) (متوفی ؟)،
- سید محمدصادق نبوی (زاده ۱۲۷۵ - متوفی ۱۳۶۹ ش)،
- سیدعبدالله علوی (زاده ۱۲۷۶ - متوفی ۱۳۷۰ ش)،
- علی مرادی (متوفی ۱۳۹۰)، شاعر و بومی سرا
- سید علی‌اکبر بهزادی، (متوفی ۱۳۸۰)
- ایرج اسدی، (درگذشتهٔ ۱۳۹۷)
- عبدالرسول حامدی، (درگذشته ۱۳۶۴)

سید محمدرضاهاشمی زاده، میرزا محمود حامدی، محمدجواد حامدی، شایان حامدی، صدیق دشتی، مرشد، سید محمد هاشمی‌فرد،

#### شخصیت‌های اجتماعی
- خالو حسین بردخونی دشتی (متوفی ۱۳۲۵)، آزادی‌خواه مبارز و همرزم رئیسعلی دلواری در جنگ جهانی اول علیه قوای مهاجم بریتانیا
- محمدخان دشتی (متوفی ۱۲۹۸ ق)، از خوانین متنفذ و شاعران
- حاج داراب خان منصوری، خان اول دشتی که بسیار متنفذ، عادل و مردم‌دار بود.
- علی‌سمیل (متوفی ۱۳۴۰)، از مبارزان جنوب
- ابوتراب عاشوری (متوفی ۱۳۵۷)، روحانی انقلابی
- میربهزاد شهریاری (متوفی ۱۳۶۰)، فعال سیاسی انقلابی
- محمد عبدو چه‌سین‌جمالی، (متوفی ۱۲۹۸ ش)، از مجاهدان دلیران تنگستان، جنگ جهانی اول، مبارزه با استعمارگران بریتانیا
- سید مصطفی بهزادی (مؤسس اولین مدرسه در خورموج)

## گردشگری
گنبد نمکی دشتی، محرابه مند، کلوت‌های مند، قلعه دختر، امامزاده میرارم و امام زاده سلطان پیر هاشم، بقعه زیارت ساحلی، قلعه محمد خان، عمارت شیرینه، حسینیه و مسجد جامع درازی، حسینیه میرزای خورموج مهم‌ترین آثار تاریخی و گردشگری در شهرستان دشتی از منطقه دشتی است.

## ادبیات
در ادبیات و اشعار قدیم منطقه دشتی و مشخصه‌های آن بخوبی معرفی شده است.
فرازهایی از شعر محلی (کلاخا یاد مهدو) از علی مرادی از منطقه دشتی یاد شده است:
کلاخا یاد مووهدو یاد مووهدو / بیاد دولت آزاد موهدو…
حکایت کرد پیر نکته گویی / ز سودای سیاه کام جویی…
بدشتی زادگاهش بود مغدان / چه مغدانی دهی بدتر ز زندان
سراسر سرزمینش ریگزار است / درخت نخل باغ آن دیار است
گیاهش شوره و بوته همه خار / بصحرا نیست دیاری جز از مار…
پرنده گر کسی دیدی به باغی / نبد مرغی جز انبوه کلاغی…
اگه چه سال دشتی خشک و کحطن / سه چار سالی یه گووش بارو نریهتن…
بچ دشتی اگه دسش تفنگن / همیشه حاضر میدون جنگن…